# Kids' Choice Award all'attore televisivo preferito
Il Kids' Choice Award all'attore televisivo preferito (Favorite TV Actor) è un premio assegnato annualmente ai Kids' Choice Awards, a partire dal 1988, all'attore delle serie televisive preferito dai telespettatori del canale Nickelodeon.
Nel 2021 assume la denominazione "Favorite Male TV Star". Nell'edizione 2016 e, in seguito, a partire dall'edizione 2022 la categoria viene sospesa per premiare gli attori di serie televisive destinate al pubblico giovanile nella categoria "Favorite Male TV Star (Kids)" e al contesto familiare in "Favorite Male TV Star (Family)".

## Vincitori e candidati
Qui di seguito la lista con vincitori, in grassetto, e candidati per edizione.

### 1980
- 1988
  - Michael J. Fox – Casa Keaton (Family Ties)
  - Bill Cosby – I Robinson (The Cosby Show)
  - Kirk Cameron – Genitori in blue jeans (Growing Paints)

- 1989
  - ALF (Paul Fusco) – ALF
  - Kirk Cameron – Genitori in blue jeans (Growing Paints)
  - Michael J. Fox – Casa Keaton (Family Ties)

### 1990
- 1990
  - Kirk Cameron – Genitori in blue jeans (Growing Paints)
  - Johnny Depp – I quattro della scuola di polizia (21 Jump Street)
  - Fred Savage – Blue Jeans (The Wonder Years)

- 1991
  - Will Smith – Willy, il principe di Bel-Air (The Fresh Prince of Bel-Air)
  - Bill Cosby – I Robinson (The Cosby Show)
  - Kirk Cameron – Genitori in blue jeans (Growing Paints)

- 1992
  - Bill Cosby – I Robinson (The Cosby Show)
  - Luke Perry – Beverly Hills 90210
  - Will Smith – Willy, il principe di Bel-Air (The Fresh Prince of Bel-Air)

- 1994
  - Tim Allen – Quell'uragano di papà (Home Improvement)
  - Martin Lawrence – Martin
  - Will Smith - Willy, il principe di Bel-Air (The Fresh Prince of Bel-Air)

- 1995
  - Tim Allen – Quell'uragano di papà (Home Improvement)
  - Martin Lawrence – Martin
  - Sinbad – The Sinbad Show

- 1996
  - Tim Allen – Quell'uragano di papà (Home Improvement)
  - Martin Lawrence – Martin
  - Will Smith – Willy, il principe di Bel-Air (The Fresh Prince of Bel-Air)
  - Jaleel White – Otto sotto un tetto (Family Matters)

- 1997
  - Tim Allen – Quell'uragano di papà (Home Improvement)
  - Jonathan Taylor Thomas – Quell'uragano di papà (Home Improvement)
  - Michael J. Fox – Spin City
  - LL Cool J – In the House

- 1998
  - Jonathan Taylor Thomas – Quell'uragano di papà (Home Improvement)
  - Kenan Thompson e Kel Mitchell – Kenan & Kel
  - Tim Allen – Quell'uragano di papà (Home Improvement)
  - Marlon e Shawn Wayans – The Wayans Bros.

- 1999
  - Kel Mitchell – Kenan & Kel
  - Tim Allen – Quell'uragano di papà (Home Improvement)
  - Jonathan Taylor Thomas – Quell'uragano di papà (Home Improvement)
  - Drew Carey – The Drew Carey Show

### 2000
- 2000
  - Kenan Thompson – All That
  - Drew Carey – The Drew Carey Show
  - Jamie Foxx – The Jamie Foxx Show
  - Michael J. Fox – Spin City

- 2001
  - Carson Daly – Total Request Live
  - Nick Cannon – All That
  - Jamie Foxx – The Jamie Foxx Show
  - Drew Carey – The Drew Carey Show

- 2002
  - Nick Cannon – The Nick Cannon Show
  - Frankie Muniz – Malcolm (Malcolm in the Middle)
  - Matt LeBlanc – Friends
  - Matthew Perry - Friends

- 2003
  - Frankie Muniz - Malcolm (Malcolm in the Middle)
  - Adam Lamberg – Lizzie McGuire
  - Nick Cannon – The Nick Cannon Show
  - Bernie Mac – The Bernie Mac Show

- 2004
  - Frankie Muniz – Malcolm (Malcolm in the Middle)
  - Romeo Miller – Romeo!
  - Ashton Kutcher – That '70s Show
  - Bernie Mac – The Bernie Mac Show

- 2005
  - Romeo Miller – Romeo!
  - Frankie Muniz – Malcolm (Malcolm in the Middle)
  - Ashton Kutcher – That '70s Show
  - Bernie Mac – The Bernie Mac Show

- 2006
  - Drake Bell – Drake & Josh
  - Ashton Kutcher – That '70s Show
  - Bernie Mac – The Bernie Mac Show
  - Romeo Miller – Romeo!

- 2007
  - Drake Bell – Drake & Josh
  - Jason Lee – My Name Is Earl
  - Charlie Sheen - Due uomini e mezzo (Two and a Half Men)
  - Cole Sprouse – Zack e Cody al Grand Hotel (The Suite Life of Zack & Cody)

- 2008
  - Drake Bell – Drake & Josh
  - Josh Peck – Drake & Josh
  - Dylan Sprouse – Zack e Cody al Grand Hotel (The Suite Life of Zack & Cody)
  - Cole Sprouse – Zack e Cody al Grand Hotel (The Suite Life of Zack & Cody)

- 2009
  - Dylan Sprouse – Zack e Cody al Grand Hotel (The Suite Life of Zack & Cody)
  - Cole Sprouse – Zack e Cody al Grand Hotel (The Suite Life of Zack & Cody)
  - Nat Wolff – The Naked Brothers Band
  - Jason Lee – My Name Is Earl

### 2010
- 2010
  - Dylan Sprouse – Zack e Cody sul ponte di comando (The Suite Life on Deck)
  - Cole Sprouse – Zack e Cody sul ponte di comando (The Suite Life on Deck)
  - Joe Jonas – Jonas L.A. (Jonas)
  - Kevin Jonas – Jonas L.A. (Jonas)

- 2011
  - Dylan Sprouse – Zack e Cody sul ponte di comando (The Suite Life on Deck)
  - Cole Sprouse – Zack e Cody sul ponte di comando (The Suite Life on Deck)
  - Joe Jonas – Jonas L.A. (Jonas)
  - Kevin Jonas – Jonas L.A. (Jonas)

- 2012
  - Jake Short - A.N.T. Farm - Accademia Nuovi Talenti (A.N.T. Farm)
  - Tim Allen - L'uomo di casa (Last Man Standing)
  - Ty Burrell - Modern Family
  - Alex Heartman - Power Rangers Samurai

- 2013
  - Ross Lynch – Austin & Ally
  - Jake T. Austin – I maghi di Waverly (Wizards of Waverly Place)
  - Lucas Cruikshank – Marvin Marvin
  - Carlos Pena Jr. – Big Time Rush

- 2014
  - Ross Lynch – Austin & Ally
  - Benjamin Flores Jr. – I fantasmi di casa Hathaway (The Haunted Hathaways)
  - Jack Griffo – I Thunderman (The Thundermans)
  - Jake Short – A.N.T. Farm - Accademia Nuovi Talenti (A.N.T. Farm)

- 2015
  - Ross Lynch - Austin & Ally
  - Jack Griffo - I Thunderman (The Thundermans)
  - Grant Gustin - The Flash
  - Benjamin Flores Jr. - I fantasmi di casa Hathaway (The Haunted Hathaways)
  - Charlie McDermott - The Middle
  - Jim Parsons - The Big Bang Theory

- 2016 - Serie TV per ragazzi (Kids Show)
  - Ross Lynch - Austin & Ally
  - Aidan Gallagher - Nicky, Ricky, Dicky & Dawn
  - Jack Griffo - I Thunderman (The Thundermans)
  - Jace Norman - Henry Danger
  - Casey Simpson - Nicky, Ricky, Dicky & Dawn
  - Tyrel Jackson Williams - Lab Rats
- 2016 - Serie TV per famiglie (Family Show)
  - Jim Parsons - The Big Bang Theory
  - Anthony Anderson - Black-ish
  - Johnny Galecki - The Big Bang Theory
  - Grant Gustin - The Flash
  - Benjamin McKenzie - Gotham
  - Rico Rodriguez - Modern Family

- 2017
  - Jace Norman – Henry Danger
  - Benjamin Flores Jr. – Game Shakers
  - Aidan Gallagher – Nicky, Ricky, Dicky & Dawn
  - Casey Simpson – Nicky, Ricky, Dicky & Dawn
  - Jack Griffo – I Thunderman (The Thundermans)
  - Tyrel Jackson Williams – Lab Rats

- 2018
  - Jace Norman – Henry Danger
  - Jack Griffo –  I Thunderman (The Thundermans)
  - Grant Gustin – The Flash
  - Andrew Lincoln – The Walking Dead
  - Jim Parsons – The Big Bang Theory
  - William Shewfelt – Power Rangers Ninja Steel

- 2019
  - Jace Norman – Henry Danger
  - Karan Brar – Summer Camp (Bunk'd)
  - Grant Gustin – The Flash
  - Neil Patrick Harris – Una serie di sfortunati eventi (A Series of Unfortunate Events)
  - Caleb McLaughlin – Stranger Things
  - Jim Parsons – The Big Bang Theory

### 2020
- 2020
  - Jace Norman - Henry Danger
  - Abraham Rodriguez - Power Rangers Beast Morphers
  - Caleb McLaughlin - Stranger Things
  - Jim Parsons - The Big Bang Theory
  - Joshua Bassett - High School Musical: The Musical: La serie (High School Musical: The Musical: The Series)
  - Karan Brar - Summer Camp (Bunk'd)

- 2021
  - Jace Norman – Henry Danger e Danger Force
  - Iain Armitage – Young Sheldon
  - Joshua Bassett –  The Musical: La serie (High School Musical: The Musical: The Series)
  - Dylan Gilmer – Tyler Perry's Young Dylan
  - Caleb McLaughlin – Stranger Things
  - Finn Wolfhard – Stranger Things
- 2022 - Kids
  - Joshua Bassett – High School Musical: The Musical: La serie (High School Musical: The Musical: The Series)
  - Raphael Alejandro – Summer Camp (Bunk'd)
  - Cooper Barnes – Danger Force
  - Luca Luhan – Danger Force
  - Young Dylan – Tyler Perry's Young Dylan
  - Bryce Gheisar – The Astronauts e Hai paura del buio? (Are You Afraid of the Dark?)
- 2022 - Family
  - Tom Hiddleston – Loki
  - Iain Armitage – Young Sheldon
  - Nathan Kress – ICarly (iCarly)
  - Jerry Trainor – ICarly (iCarly)
  - Ralph Macchio – Cobra Kai
  - Jeremy Renner – Hawkeye
- 2023 - Kids
  - Joshua Bassett – High School Musical: The Musical: La serie
  - Young Dylan – Tyler Perry's Young Dylan
  - Israel Johnson – Summer Camp
  - Brady Noon – Stoffa da campioni - Cambio di gioco
  - Tyler Wladis – Due fantagenitori - Ancora più fanta
- 2023 - Family
  - Finn Wolfhard – Stranger Things
  - Gaten Matarazzo – Stranger Things
  - Caleb McLaughlin – Stranger Things
  - Ralph Macchio – Cobra Kai
  - Ewan McGregor – Obi-Wan Kenobi
  - Jerry Trainor – iCarly
  - Wolfgang Schaeffer – La vera casa dei Loud
- 2024 - Kids
  - Walker Scobell - Percy Jackson e gli dei dell'Olimpo
  - Chance Perez - Power Rangers Cosmic Fury
  - Jahzir Bruno - La vera casa dei Loud
  - Joshua Bassett - High School Musical: The Musical - La serie
  - Wolfgang Schaeffer - La vera casa dei Loud
  - Young Dylan - Tyler Perry's Young Dylan
- 2024 - Family
  - Iain Armitage - Young Sheldon
  - Gordon Cormier - Avatar - La leggenda di Aang
  - Jerry Trainor - iCarly
  - Justin Long - Piccoli brividi
  - Tom Hiddleston - Loki
  - Zack Morris - Piccoli brividi